# خاچو آچاجیان
خاچو هراچیا آچاجیان (انگلیسی: Katcho Achadjian; ۲ ژوئن ۱۹۵۱ – ۵ مارس ۲۰۲۰) سیاستمدار اهل ایالات متحده آمریکا که از تاریخ ۶ دسامبر ۲۰۱۰ تا تاریخ ۳۰ نوامبر ۲۰۱۶ عضو مجلس ایالتی کالیفرنیا از حوزه انتخابیه سی و سوم و حوزه انتخابیه سی و پنجم بود.

## زندگی‌نامه
وی در ۲ ژوئن ۱۹۵۱ در بیروت به دنیا آمد و از دانشگاه ایالتی پلی‌تکنیک کالیفرنیا فارغ‌التحصیل گشت. وی در ۵ مارس ۲۰۲۰ در سن ۶۸ سالگی در سان لوئیس اوبیسپو، کالیفرنیا درگذشت.